# 2theBeat

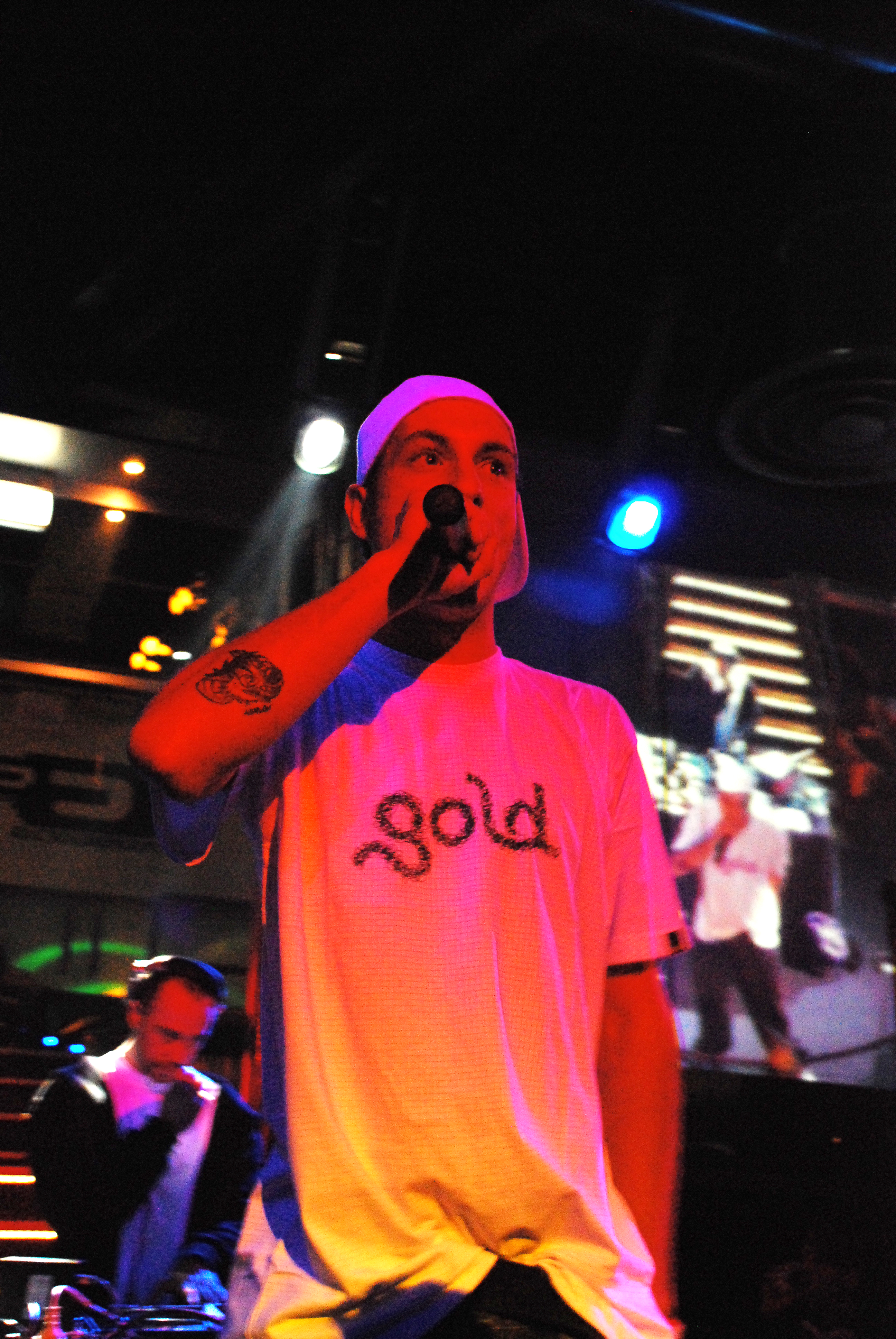
Clementino, vainqueur de la dernière édition.

Le 2theBeat est un tournoi de freestyle italien, organisé au total trois fois entre 2004 et 2006. Les trois vainqueurs des tournois sont Pooglia Tribe, Ensi et Clementino.